# Фьон
Фьон (на немски: Föhn; на латински: favonius) е топъл и сух, обикновено силен и поривист вятър, непериодичен местен вятър, духащ по подветрените (най-вече северните) склонове на планините от билото към подножието. Издигането на въздуха по наветрените и спускането по подветрените планински склонове предизвиква допълнително затопляне на преминаващия въздушен поток. Наблюдава се рязко повишаване на температурата и намаляване на атмосферната влажност. Активизира топенето на снежната покривка, което често е причина за прииждания на реките и наводнения. Посоката на фьона се дължи на посоката на простиране на планинската преграда и на преминаващите въздушни течения. Проявява се при динамични циркулационни процеси, за разлика от другите местни ветрове – бриз, планинско-долинен и др.

## Фьон в България
В България се проявява през март и април, а понякога и през октомври. В Източните Родопи, при преобладаващи северни и северозападни ветрове, меридионалните долини на реките Върбица и Крумовица, които насочват въздушните маси от юг на север, са благоприятни за появата на фьон. Проявява се по северните склонове на Гюмюрджински снежник, Мъгленик и по долината на река Арда. През пролетта фьон духа и по северните склонове на Западните Родопи. Скоростта на вятъра е между 1 и 40 m/s. Местното население го нарича също „долняк“, „южняк“, „бял вятър“. Характерна е облачна шапка върху билото на планината при появата му, долната ѝ граница е кондензационното ниво на възходящия и низходящия въздушен поток. Няколко последователни фьонови ветрове водят до затопляне и сериозни наводнения. Фьонът в България е предвестник на валежи и чувствително понижение на температурата.